# Álfheimr

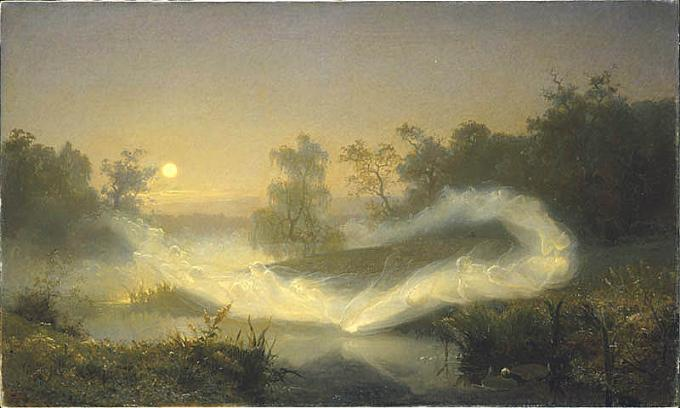
Elfi danzanti, olio su tela di August Malmström, 1866

Nella mitologia norrena, Álfheimr o Álfaheimr, italianizzato in Alfemo (in antico inglese Ælfham, in tedesco Elfheim), è uno dei Nove Mondi, dimora dei cosiddetti Liósálfar, ovvero gli elfi chiari.

## Etimologia
Il nome Álfheimr deriva dal norreno "heimr" cioè "casa, dimora" e "Alf" ovvero "elfo", significando dimora degli elfi. È anche chiamato Ljósálfaheimr, o più semplicemente Ljosalfheim, per specificare che si parla dei Liósálfar, gli elfi della luce, e non dei Svartálfar

## Nel mito
Tale mito ha origine all'inizio dei tempi, quando in occasione del sacrificio del gigantesco Ymir, si ebbe il nuovo ordine stabilito dagli Asi: il cadavere diede origine all'universo e il suo cranio fu la volta celeste che tutto avvolgeva. Luce, calore e tempo furono creati da Sól e Máni, dal sangue che sterminò la razza dei giganti primordiali nacque invece l'oceano (úthaf).
Nove mondi furono creati dove abitavano dei, elfi, nani e altre creature, situati nelle varie direzioni cardinali, uno di essi, posto in cielo, non lontano dalla fortezza di Ásgarðr, fu Álfheimr. 
Álfheimr viene menzionato nel Discorso di Grímnir (Grímnismál), parte dell'Edda poetica e nell'Inganno di Gylfi (Gylfaginning), parte dell'Edda in prosa.
Secondo il Grímnismál, al governo di questo mondo c'è Freyr, al quale gli fu regalato quando era piccolo, quando gli cadde il suo primo dente:
þar er Ullr hefir
sér um gǫrva sali.
Álfheim Frey
gáfo i árdaga
tívar at tannfé.»
il luogo dove Ullr ha
costruito per sé una corte.
Álfheimr a Freyr
donarono in principio
gli dèi per il suo primo dente.»
(Grimnismal)

## Nella cultura di massa
Alfheim compare in Il martello di Thor secondo volume della serie Magnus Chase e gli Dei di Asgard.
Alfheim è uno dei regni esplorabili nel videogioco God of War e nel suo seguito God of War Ragnarök.
Alfheim compare, inoltre, nella light novel Sword Art Online di Reki Kawahara. In questo contesto, il mondo di Alfheim è popolato da 9 razze al cui centro risiede, l’albero del mondo, Yggdrasil.